# Antenna (canción)
«Antenna» es una canción de la banda Sonic Youth, perteneciente al álbum de 2009 The Eternal. Es además el segundo sencillo del mismo álbum, publicado en julio de 2009 por el sello Matador Records en formato CD.

## Lista de canciones
| N.º  | Título                 | Duración |  |
| 1.   | «Antenna» (Radio Edit) | 3:35     |  |
| 3:35 |                        |          |  |